# Cúp bóng đá U-20 châu Á
Cúp bóng đá U-20 châu Á (tiếng Anh: AFC U-20 Asian Cup), trước đây gọi là Giải vô địch bóng đá trẻ châu Á và Giải vô địch bóng đá U-19 châu Á, là một giải đấu bóng đá quốc tế được Liên đoàn bóng đá châu Á (AFC) tổ chức hai năm một lần dành cho các đội tuyển quốc gia dưới 20 tuổi của khu vực châu Á. Giải được tổ chức lần đầu tiên vào năm 1959, với tư cách là giải đấu thường niên cho đến năm 1978. Kể từ năm 1980, giải đấu được tổ chức hai năm một lần. Giải đấu cũng đóng vai trò là vòng loại châu Á cho Giải vô địch bóng đá U-20 thế giới.
Giải đấu đã diễn ra theo một số thể thức khác nhau trong suốt chiều dài lịch sử kể từ khi ra đời. Hiện tại, giải bao gồm hai giai đoạn, tương tự như các giải vô địch châu Á khác của AFC. Giai đoạn vòng loại dành cho tất cả các thành viên AFC, giai đoạn vòng chung kết bao gồm 15 đội tuyển vượt qua vòng loại tranh tài cùng đội tuyển của nước chủ nhà.
Trước đây, giải U-19 châu Á được tổ chức trước giải U-20 thế giới một năm. Kể từ năm 2023, AFC chuyển đổi từ U-19 sang U-20 và tổ chức cùng năm với giải U-20 thế giới. Tên gọi của giải đấu cũng được đổi từ Giải vô địch bóng đá U-19 châu Á thành Cúp bóng đá U-20 châu Á.

## Kết quả
| Năm           | Chủ nhà                              |                                                                           | Chung kết                                                                 | Chung kết                                                                 | Chung kết                                                                 |                                                                           | Tranh hạng ba                                                             | Tranh hạng ba                                                             | Tranh hạng ba |
| Năm           | Chủ nhà                              | Vô địch                                                                   | Tỷ số                                                                     | Á quân                                                                    | Hạng ba                                                                   | Tỷ số                                                                     | Hạng tư                                                                   |                                                                           |               |
| ------------- | ------------------------------------ | ------------------------------------------------------------------------- | ------------------------------------------------------------------------- | ------------------------------------------------------------------------- | ------------------------------------------------------------------------- | ------------------------------------------------------------------------- | ------------------------------------------------------------------------- | ------------------------------------------------------------------------- | ------------- |
| 1959 Chi tiết | · Mã Lai                             | · Hàn Quốc                                                                | 3                                                                         | · Mã Lai                                                                  | · Nhật Bản                                                                | 3                                                                         | · Hồng Kông                                                               |                                                                           |               |
| 1960 Chi tiết | · Mã Lai                             | · Hàn Quốc                                                                | 4–0                                                                       | · Mã Lai                                                                  | · Nhật Bản                                                                | 2–1                                                                       | · Indonesia                                                               |                                                                           |               |
| 1961 Chi tiết | · Thái Lan                           | · Indonesia · Miến Điện                                                   | 0–0 1                                                                     |                                                                           | · Thái Lan                                                                | 2–1                                                                       | · Việt Nam Cộng hòa                                                       |                                                                           |               |
| 1962 Chi tiết | · Thái Lan                           | · Thái Lan                                                                | 2–1                                                                       | · Hàn Quốc                                                                | · Indonesia                                                               | 3–0                                                                       | · Mã Lai                                                                  |                                                                           |               |
| 1963 Chi tiết | · Mã Lai                             | · Hàn Quốc · Miến Điện                                                    | 2–2 1                                                                     |                                                                           | · Thái Lan · Hồng Kông                                                    | 2–22                                                                      |                                                                           |                                                                           |               |
| 1964 Chi tiết | · Việt Nam Cộng hòa                  | · Miến Điện · Israel                                                      | 0–0 1                                                                     |                                                                           | · Malaysia                                                                | 5–1                                                                       | · Hàn Quốc                                                                |                                                                           |               |
| 1965 Chi tiết | · Nhật Bản                           | · Israel                                                                  | 5–0                                                                       | · Miến Điện                                                               | · Malaysia                                                                | 4–1                                                                       | · Hồng Kông                                                               |                                                                           |               |
| 1966 Chi tiết | · Philippines                        | · Israel · Miến Điện                                                      | 1–1 1                                                                     |                                                                           | · Trung Hoa Dân Quốc · Thái Lan                                           | 0–0 2                                                                     |                                                                           |                                                                           |               |
| 1967 Chi tiết | · Thái Lan                           | · Israel                                                                  | 3–0                                                                       | · Indonesia                                                               | · Miến Điện                                                               | 4–0                                                                       | · Singapore                                                               |                                                                           |               |
| 1968 Chi tiết | · Hàn Quốc                           | · Miến Điện                                                               | 4–0                                                                       | · Malaysia                                                                | · Hàn Quốc · Israel                                                       | 0–0 2                                                                     |                                                                           |                                                                           |               |
| 1969 Chi tiết | · Thái Lan                           | · Miến Điện · Thái Lan                                                    | 2–2 1                                                                     |                                                                           | · Iran                                                                    | 2–1                                                                       | · Israel                                                                  |                                                                           |               |
| 1970 Chi tiết | · Philippines                        | · Miến Điện                                                               | 3–0                                                                       | · Indonesia                                                               | · Hàn Quốc                                                                | 5–0                                                                       | · Nhật Bản                                                                |                                                                           |               |
| 1971 Chi tiết | · Nhật Bản                           | · Israel                                                                  | 1–0                                                                       | · Hàn Quốc                                                                | · Miến Điện                                                               | 2–0                                                                       | · Nhật Bản                                                                |                                                                           |               |
| 1972 Chi tiết | · Thái Lan                           | · Israel                                                                  | 1–0                                                                       | · Hàn Quốc                                                                | · Iran                                                                    | 3–0                                                                       | · Thái Lan                                                                |                                                                           |               |
| 1973 Chi tiết | · Iran                               | · Iran                                                                    | 2–0                                                                       | · Nhật Bản                                                                | · Hàn Quốc                                                                | 3–0                                                                       | · Ả Rập Xê Út                                                             |                                                                           |               |
| 1974 Chi tiết | · Thái Lan                           | · Ấn Độ · Iran                                                            | 2–2 1                                                                     |                                                                           | · Hàn Quốc                                                                | 2–1                                                                       | · Thái Lan                                                                |                                                                           |               |
| 1975 Chi tiết | · Kuwait                             | · Iraq · Iran                                                             | 0–0 1                                                                     |                                                                           | · Kuwait · CHDCND Triều Tiên                                              | 2–2 2                                                                     |                                                                           |                                                                           |               |
| 1976 Chi tiết | · Thái Lan                           | · Iran · CHDCND Triều Tiên                                                | 0–0 1                                                                     |                                                                           | · Hàn Quốc                                                                | 2–1                                                                       | · Thái Lan                                                                |                                                                           |               |
| 1977 Chi tiết | · Iran                               | · Iraq                                                                    | 4–3                                                                       | · Iran                                                                    | · Bahrain                                                                 | 3–1                                                                       | · Nhật Bản                                                                |                                                                           |               |
| 1978 Chi tiết | · Bangladesh                         | · Iraq · Hàn Quốc                                                         | 1–1 1                                                                     |                                                                           | · CHDCND Triều Tiên · Kuwait                                              | 1–1 2                                                                     |                                                                           |                                                                           |               |
| 1979          | Trung Quốc                           | Bị hủy do vấn đề nhập cảnh vào Trung Quốc của đội tuyển quốc gia Hàn Quốc | Bị hủy do vấn đề nhập cảnh vào Trung Quốc của đội tuyển quốc gia Hàn Quốc | Bị hủy do vấn đề nhập cảnh vào Trung Quốc của đội tuyển quốc gia Hàn Quốc | Bị hủy do vấn đề nhập cảnh vào Trung Quốc của đội tuyển quốc gia Hàn Quốc | Bị hủy do vấn đề nhập cảnh vào Trung Quốc của đội tuyển quốc gia Hàn Quốc | Bị hủy do vấn đề nhập cảnh vào Trung Quốc của đội tuyển quốc gia Hàn Quốc | Bị hủy do vấn đề nhập cảnh vào Trung Quốc của đội tuyển quốc gia Hàn Quốc |               |
| 1980 Chi tiết | · Thái Lan                           | · Hàn Quốc                                                                | 3                                                                         | · Qatar                                                                   | · Nhật Bản                                                                | 3                                                                         | · Thái Lan                                                                |                                                                           |               |
| 1982 Chi tiết | · Thái Lan                           | · Hàn Quốc                                                                | 3                                                                         | · Trung Quốc                                                              | · Iraq                                                                    | 3                                                                         | · UAE                                                                     |                                                                           |               |
| 1985 Chi tiết | · UAE                                | · Trung Quốc                                                              | 3                                                                         | · Ả Rập Xê Út                                                             | · UAE                                                                     | 3                                                                         | · Thái Lan                                                                |                                                                           |               |
| 1986 Chi tiết | · Ả Rập Xê Út                        | · Ả Rập Xê Út                                                             | 2–0                                                                       | · Bahrain                                                                 | · CHDCND Triều Tiên                                                       | 1–0                                                                       | · Qatar                                                                   |                                                                           |               |
| 1988 Chi tiết | · Qatar                              | · Iraq                                                                    | 1–1 (5–4 p)                                                               | · Syria                                                                   | · Qatar                                                                   | 2–0                                                                       | · UAE                                                                     |                                                                           |               |
| 1990 Chi tiết | · Indonesia                          | · Hàn Quốc                                                                | 0–0 (4–3 p)                                                               | · CHDCND Triều Tiên                                                       | · Syria                                                                   | 1–0                                                                       | · Qatar                                                                   |                                                                           |               |
| 1992 Chi tiết | · UAE                                | · Ả Rập Xê Út                                                             | 2–0                                                                       | · Hàn Quốc                                                                | · Nhật Bản                                                                | 3–0                                                                       | · UAE                                                                     |                                                                           |               |
| 1994 Chi tiết | · Indonesia                          | · Syria                                                                   | 2–1                                                                       | · Nhật Bản                                                                | · Thái Lan                                                                | 1–1 (3–2 p)                                                               | · Iraq                                                                    |                                                                           |               |
| 1996 Chi tiết | · Hàn Quốc                           | · Hàn Quốc                                                                | 3–0                                                                       | · Trung Quốc                                                              | · UAE                                                                     | 2–2 (4–3 p)                                                               | · Nhật Bản                                                                |                                                                           |               |
| 1998 Chi tiết | · Thái Lan                           | · Hàn Quốc                                                                | 2–1                                                                       | · Nhật Bản                                                                | · Ả Rập Xê Út                                                             | 3–1                                                                       | · Kazakhstan                                                              |                                                                           |               |
| 2000 Chi tiết | · Iran                               | · Iraq                                                                    | 2–1 (s.h.p.)                                                              | · Nhật Bản                                                                | · Trung Quốc                                                              | 2–2 (8–7 p)                                                               | · Iran                                                                    |                                                                           |               |
| 2002 Chi tiết | · Qatar                              | · Hàn Quốc                                                                | 1–0                                                                       | · Nhật Bản                                                                | · Ả Rập Xê Út                                                             | 4–0                                                                       | · Uzbekistan                                                              |                                                                           |               |
| 2004 Chi tiết | · Malaysia                           | · Hàn Quốc                                                                | 2–0                                                                       | · Trung Quốc                                                              | · Nhật Bản                                                                | 1–1 (4–3 p)                                                               | · Syria                                                                   |                                                                           |               |
| 2006 Chi tiết | · Ấn Độ                              | · CHDCND Triều Tiên                                                       | 1–1 (5–3 p)                                                               | · Nhật Bản                                                                | · Hàn Quốc                                                                | 2–0                                                                       | · Jordan                                                                  |                                                                           |               |
| Năm           | Chủ nhà                              | Chung kết                                                                 | Chung kết                                                                 | Chung kết                                                                 | Các đội thua bán kết4                                                     | Các đội thua bán kết4                                                     | Các đội thua bán kết4                                                     |                                                                           |               |
| Năm           | Chủ nhà                              | Vô địch                                                                   | Tỷ số                                                                     | Á quân                                                                    | Các đội thua bán kết4                                                     | Các đội thua bán kết4                                                     | Các đội thua bán kết4                                                     |                                                                           |               |
| 2008          | Ả Rập Xê Út                          | · UAE                                                                     | 2–1                                                                       | · Uzbekistan                                                              | Úc và Hàn Quốc                                                            | Úc và Hàn Quốc                                                            | Úc và Hàn Quốc                                                            |                                                                           |               |
| 2010          | Trung Quốc                           | · CHDCND Triều Tiên                                                       | 3–2                                                                       | · Úc                                                                      | Hàn Quốc và Ả Rập Xê Út                                                   | Hàn Quốc và Ả Rập Xê Út                                                   | Hàn Quốc và Ả Rập Xê Út                                                   |                                                                           |               |
| 2012          | Các Tiểu vương quốc Ả Rập Thống nhất | · Hàn Quốc                                                                | 1–1 (4–1 p)                                                               | · Iraq                                                                    | Úc và Uzbekistan                                                          | Úc và Uzbekistan                                                          | Úc và Uzbekistan                                                          |                                                                           |               |
| 2014          | Myanmar                              | · Qatar                                                                   | 1–0                                                                       | · CHDCND Triều Tiên                                                       | Myanmar và Uzbekistan                                                     | Myanmar và Uzbekistan                                                     | Myanmar và Uzbekistan                                                     |                                                                           |               |
| 2016          | Bahrain                              | · Nhật Bản                                                                | 0–0 (s.h.p.) (5–3 p)                                                      | · Ả Rập Xê Út                                                             | Iran và Việt Nam                                                          | Iran và Việt Nam                                                          | Iran và Việt Nam                                                          |                                                                           |               |
| 2018          | Indonesia                            | · Ả Rập Xê Út                                                             | 2–1                                                                       | · Hàn Quốc                                                                | Nhật Bản và Qatar                                                         | Nhật Bản và Qatar                                                         | Nhật Bản và Qatar                                                         |                                                                           |               |
| 2020          | Uzbekistan                           | Giải đấu đã bị hủy bỏ do đại dịch COVID-19                                | Giải đấu đã bị hủy bỏ do đại dịch COVID-19                                | Giải đấu đã bị hủy bỏ do đại dịch COVID-19                                | Giải đấu đã bị hủy bỏ do đại dịch COVID-19                                | Giải đấu đã bị hủy bỏ do đại dịch COVID-19                                | Giải đấu đã bị hủy bỏ do đại dịch COVID-19                                | Giải đấu đã bị hủy bỏ do đại dịch COVID-19                                |               |
| 2023          | Uzbekistan                           | · Uzbekistan                                                              | 1–0                                                                       | · Iraq                                                                    | Nhật Bản và Hàn Quốc                                                      | Nhật Bản và Hàn Quốc                                                      | Nhật Bản và Hàn Quốc                                                      |                                                                           |               |
| 2025          | Trung Quốc                           | · Úc                                                                      | 1–1 (s.h.p.) (5–4 p)                                                      | · Ả Rập Xê Út                                                             | Nhật Bản và Hàn Quốc                                                      | Nhật Bản và Hàn Quốc                                                      | Nhật Bản và Hàn Quốc                                                      |                                                                           |               |

Ghi chú

## Thành tích theo đội tuyển
Bảng dưới đây liệt kê các đội tuyển từng vào đến tốp 4 của giải đấu.
| Đội tuyển         | Vô địch                                                                     | Á quân                                 | Hạng ba                                | Hạng tư                          | Bán kết                    | Tổng số (Top 4) |
| ----------------- | --------------------------------------------------------------------------- | -------------------------------------- | -------------------------------------- | -------------------------------- | -------------------------- | --------------- |
| Hàn Quốc          | 12 (1959, 1960, 1963, 1978, 1980, 1982, 1990, 1996, 1998, 2002, 2004, 2012) | 5 (1962, 1971, 1972, 1992, 2018)       | 6 (1968, 1970, 1973, 1974, 1976, 2006) | 1 (1964)                         | 4 (2008, 2010, 2023, 2025) | 29              |
| Myanmar           | 7 (1961, 1963, 1964, 1966, 1968, 1969, 1970)                                | 1 (1965)                               | 2 (1967, 1971)                         | –                                | 1 (2014)                   | 11              |
| Israel            | 6 (1964, 1965, 1966, 1967, 1971, 1972)                                      | –                                      | 1 (1968)                               | 1 (1969)                         | –                          | 8               |
| Iraq              | 5 (1975, 1977, 1978, 1988, 2000)                                            | 2 (2012, 2023)                         | 1 (1982)                               | 1 (1994)                         | –                          | 9               |
| Iran              | 4 (1973, 1974, 1975, 1976)                                                  | 1 (1977)                               | 2 (1969, 1972)                         | 1 (2000)                         | 1 (2016)                   | 9               |
| CHDCND Triều Tiên | 3 (1976, 2006, 2010)                                                        | 2 (1990, 2014)                         | 3 (1975, 1978, 1986)                   | –                                | –                          | 8               |
| Ả Rập Xê Út       | 3 (1986, 1992, 2018)                                                        | 3 (1985, 2016, 2025)                   | 2 (1998, 2002)                         | 1 (1973)                         | 1 (2010)                   | 10              |
| Thái Lan          | 2 (1962, 1969)                                                              | –                                      | 4 (1961, 1963, 1966, 1994)             | 5 (1972, 1974, 1976, 1980, 1985) | –                          | 11              |
| Nhật Bản          | 1 (2016)                                                                    | 6 (1973, 1994, 1998, 2000, 2002, 2006) | 5 (1959, 1960, 1980, 1992, 2004)       | 4 (1970, 1971, 1977, 1996)       | 3 (2018, 2023, 2025)       | 19              |
| Trung Quốc        | 1 (1985)                                                                    | 3 (1982, 1996, 2004)                   | 1 (2000)                               | –                                | –                          | 5               |
| Indonesia         | 1 (1961)                                                                    | 2 (1967, 1970)                         | 1 (1962)                               | 1 (1960)                         | –                          | 5               |
| Qatar             | 1 (2014)                                                                    | 1 (1980)                               | 1 (1988)                               | 2 (1986, 1990)                   | 1 (2018)                   | 6               |
| Syria             | 1 (1994)                                                                    | 1 (1988)                               | 1 (1990)                               | 1 (2004)                         | –                          | 4               |
| Uzbekistan        | 1 (2023)                                                                    | 1 (2008)                               | –                                      | 1 (2002)                         | 2 (2012, 2014)             | 5               |
| Úc                | 1 (2025)                                                                    | 1 (2010)                               | –                                      | –                                | 2 (2008, 2012)             | 4               |
| UAE               | 1 (2008)                                                                    | –                                      | 2 (1985, 1996)                         | 3 (1982, 1988, 1992)             | –                          | 6               |
| Ấn Độ             | 1 (1974)                                                                    | –                                      | –                                      | –                                | –                          | 1               |
| Malaysia          | –                                                                           | 3 (1959, 1960, 1968)                   | 2 (1964, 1965)                         | 1 (1962)                         | –                          | 6               |
| Bahrain           | –                                                                           | 1 (1986)                               | 1 (1977)                               | –                                | –                          | 2               |
| Kuwait            | –                                                                           | –                                      | 2 (1975, 1978)                         | –                                | –                          | 2               |
| Hồng Kông         | –                                                                           | –                                      | 1 (1960)                               | 2 (1959, 1965)                   | –                          | 3               |
| Đài Bắc Trung Hoa | –                                                                           | –                                      | 1 (1966)                               | –                                | –                          | 1               |
| Việt Nam          | –                                                                           | –                                      | –                                      | 1 (1961)                         | 1 (2016)                   | 2               |
| Singapore         | –                                                                           | –                                      | –                                      | 1 (1967)                         | –                          | 1               |
| Kazakhstan        | –                                                                           | –                                      | –                                      | 1 (1998)                         | –                          | 1               |
| Jordan            | –                                                                           | –                                      | –                                      | 1 (2006)                         | –                          | 1               |
| Tổng số           | 50                                                                          | 32                                     | 39                                     | 29                               | 14                         | 164             |

Ghi chú:
- Chữ nghiêng đậm là các năm mà đội đó làm chủ nhà.
- Tính đến 2023: tổng cộng 41 kỳ; 9 kỳ có hai nhà vô địch, 5 kỳ có hai đội đồng hạng ba, và 6 kỳ không có trận tranh hạng ba.

## Các đội tuyển từng tham dự
| Quốc gia                                      | 1959                 | 1960                 | 1961                 | 1962                 | 1963                 | 1964                 | 1965                 | 1966                 | 1967                 | 1968                 | 1969                 | 1970                 | 1971                 | 1972                 | 1973                 | 1974                 | 1975                 | 1976                 | 1977                 | 1978                 |
| --------------------------------------------- | -------------------- | -------------------- | -------------------- | -------------------- | -------------------- | -------------------- | -------------------- | -------------------- | -------------------- | -------------------- | -------------------- | -------------------- | -------------------- | -------------------- | -------------------- | -------------------- | -------------------- | -------------------- | -------------------- | -------------------- |
| Hàn Quốc                                      | 1st                  | 1st                  | GS                   | 2nd                  | 1st                  | 4th                  | GS                   | QF                   | GS                   | 3rd                  | QF                   | 3rd                  | 2nd                  | 2nd                  | 3rd                  | 3rd                  | ×                    | 3rd                  | QF                   | 1st                  |
| Malaysia                                      | 2nd                  | 2nd                  | GS                   | 4th                  | GS                   | 3rd                  | 3rd                  | QF                   | GS                   | 2nd                  | QF                   | GS                   | QF                   | GS                   | GS                   | QF                   | GS                   | GS                   | GS                   | GS                   |
| Nhật Bản                                      | 3rd                  | 3rd                  | GS                   | GS                   | GS                   | GS                   | GS                   | GS                   | GS                   | GS                   | QF                   | 4th                  | 4th                  | QF                   | 2nd                  | QF                   | GS                   | GS                   | 4th                  | GS                   |
| Hồng Kông                                     | 4th                  | ×                    | ×                    | GS                   | 3rd                  | ×                    | 4th                  | QF                   | GS                   | GS                   | GS                   | QF                   | GS                   | GS                   | GS                   | QF                   | QF                   | GS                   | GS                   | ×                    |
| Thái Lan                                      | 5th                  | GS                   | 3rd                  | 1st                  | 3rd                  | GS                   | GS                   | 3rd                  | QF                   | R2                   | 1st                  | GS                   | GS                   | 4th                  | QF                   | 4th                  | ×                    | 4th                  | ×                    | ×                    |
| Myanmar                                       | 6th                  | GS                   | 1st                  | GS                   | 1st                  | 1st                  | 2nd                  | 1st                  | 3rd                  | 1st                  | 1st                  | 1st                  | 3rd                  | QF                   | QF                   | GS                   | GS                   | QF                   | ×                    | ×                    |
| Singapore                                     | 7th                  | GS                   | GS                   | GS                   | GS                   | ×                    | ×                    | GS                   | 4th                  | GS                   | GS                   | GS                   | GS                   | QF                   | QF                   | QF                   | GS                   | GS                   | GS                   | GS                   |
| Sri Lanka                                     | 8th                  | ×                    | GS                   | ×                    | GS                   | ×                    | ×                    | GS                   | QF                   | ×                    | GS                   | GS                   | ×                    | ×                    | ×                    | ×                    | ×                    | GS                   | ×                    | GS                   |
| Philippines                                   | 9th                  | GS                   | ×                    | ×                    | GS                   | ×                    | GS                   | GS                   | GS                   | R2                   | GS                   | GS                   | GS                   | GS                   | ×                    | GS                   | GS                   | ×                    | ×                    | ×                    |
| Indonesia                                     | ×                    | 4th                  | 1st                  | 3rd                  | ×                    | ×                    | ×                    | ×                    | 2nd                  | ×                    | GS                   | 2nd                  | GS                   | QF                   | GS                   | ×                    | GS                   | QF                   | ×                    | QF                   |
| Việt Nam · Việt Nam Cộng hòa (trước năm 1975) | ×                    | ×                    | 4th                  | GS                   | GS                   | GS                   | GS                   | ×                    | QF                   | GS                   | QF                   | GS                   | GS                   | ×                    | ×                    | GS                   | ×                    | ×                    | ×                    | ×                    |
| Đài Bắc Trung Hoa                             | ×                    | ×                    | GS                   | ×                    | ×                    | ×                    | ×                    | 3rd                  | GS                   | GS                   | GS                   | GS                   | GS                   | GS                   | ×                    | GS                   | ×                    | ×                    | ×                    | ×                    |
| Afghanistan                                   | ×                    | ×                    | ×                    | ×                    | ×                    | ×                    | ×                    | ×                    | ×                    | ×                    | ×                    | ×                    | ×                    | ×                    | ×                    | ×                    | GS                   | ×                    | QF                   | GS                   |
| Bahamas                                       | ×                    | ×                    | ×                    | ×                    | ×                    | ×                    | ×                    | ×                    | ×                    | ×                    | ×                    | ×                    | ×                    | ×                    | GS                   | ×                    | QF                   | ×                    | 3rd                  | QF                   |
| Bangladesh                                    | ×                    | ×                    | ×                    | ×                    | ×                    | ×                    | ×                    | ×                    | ×                    | ×                    | ×                    | ×                    | ×                    | ×                    | ×                    | ×                    | GS                   | ×                    | GS                   | GS                   |
| Brunei                                        | ×                    | ×                    | ×                    | ×                    | ×                    | ×                    | ×                    | ×                    | ×                    | ×                    | ×                    | GS                   | ×                    | GS                   | ×                    | GS                   | GS                   | ×                    | ×                    | ×                    |
| Campuchia                                     | ×                    | ×                    | ×                    | ×                    | GS                   | ×                    | ×                    | ×                    | ×                    | ×                    | ×                    | ×                    | ×                    | GS                   | ×                    | GS                   | ×                    | ×                    | ×                    | ×                    |
| Trung Quốc                                    | ×                    | ×                    | ×                    | ×                    | ×                    | ×                    | ×                    | ×                    | ×                    | ×                    | ×                    | ×                    | ×                    | ×                    | ×                    | ×                    | QF                   | QF                   | ×                    | GS                   |
| Ấn Độ                                         | ×                    | ×                    | ×                    | ×                    | GS                   | GS                   | GS                   | QF                   | QF                   | GS                   | ×                    | ×                    | QF                   | GS                   | GS                   | 1st                  | GS                   | GS                   | QF                   | GS                   |
| Iran                                          | ×                    | ×                    | ×                    | ×                    | ×                    | ×                    | ×                    | ×                    | ×                    | ×                    | 3rd                  | QF                   | QF                   | 3rd                  | 1st                  | 1st                  | 1st                  | 1st                  | 2nd                  | QF                   |
| Iraq                                          | ×                    | ×                    | ×                    | ×                    | ×                    | ×                    | ×                    | ×                    | ×                    | ×                    | ×                    | ×                    | ×                    | ×                    | ×                    | ×                    | 1st                  | QF                   | 1st                  | 1st                  |
| Israel                                        | ×                    | ×                    | ×                    | ×                    | ×                    | 1st                  | 1st                  | 1st                  | 1st                  | 3rd                  | 4th                  | QF                   | 1st                  | 1st                  | ×                    | ×                    | ×                    | ×                    | ×                    | ×                    |
| Jordan                                        | ×                    | ×                    | ×                    | ×                    | ×                    | ×                    | ×                    | ×                    | ×                    | ×                    | ×                    | ×                    | ×                    | ×                    | ×                    | ×                    | ×                    | ×                    | GS                   | GS                   |
| CHDCND Triều Tiên                             | ×                    | ×                    | ×                    | ×                    | ×                    | ×                    | ×                    | ×                    | ×                    | ×                    | ×                    | ×                    | ×                    | ×                    | ×                    | ×                    | 3rd                  | 1st                  | ×                    | 3rd                  |
| Kuwait                                        | ×                    | ×                    | ×                    | ×                    | ×                    | ×                    | ×                    | ×                    | ×                    | ×                    | ×                    | ×                    | QF                   | ×                    | ×                    | ×                    | 3rd                  | GS                   | ×                    | 3rd                  |
| Lào                                           | ×                    | ×                    | ×                    | ×                    | ×                    | ×                    | ×                    | ×                    | ×                    | ×                    | GS                   | QF                   | ×                    | GS                   | ×                    | GS                   | ×                    | ×                    | ×                    | ×                    |
| Liban                                         | ×                    | ×                    | ×                    | ×                    | ×                    | ×                    | ×                    | ×                    | ×                    | ×                    | ×                    | ×                    | ×                    | ×                    | QF                   | ×                    | ×                    | ×                    | ×                    | ×                    |
| Nepal                                         | ×                    | ×                    | ×                    | ×                    | ×                    | ×                    | ×                    | ×                    | ×                    | ×                    | ×                    | ×                    | GS                   | GS                   | ×                    | GS                   | ×                    | ×                    | ×                    | ×                    |
| Oman                                          | ×                    | ×                    | ×                    | ×                    | ×                    | ×                    | ×                    | ×                    | ×                    | ×                    | ×                    | ×                    | ×                    | ×                    | ×                    | ×                    | ×                    | ×                    | ×                    | ×                    |
| Pakistan                                      | ×                    | ×                    | ×                    | GS                   | ×                    | ×                    | ×                    | ×                    | ×                    | ×                    | ×                    | ×                    | ×                    | ×                    | GS                   | ×                    | ×                    | ×                    | ×                    | ×                    |
| Qatar                                         | ×                    | ×                    | ×                    | ×                    | ×                    | ×                    | ×                    | ×                    | ×                    | ×                    | ×                    | ×                    | ×                    | ×                    | ×                    | ×                    | ×                    | ×                    | ×                    | ×                    |
| Ả Rập Xê Út                                   | ×                    | ×                    | ×                    | ×                    | ×                    | ×                    | ×                    | ×                    | ×                    | ×                    | ×                    | ×                    | ×                    | ×                    | 4th                  | ×                    | ×                    | ×                    | QF                   | QF                   |
| Syria                                         | ×                    | ×                    | ×                    | ×                    | ×                    | ×                    | ×                    | ×                    | ×                    | ×                    | ×                    | ×                    | ×                    | ×                    | ×                    | ×                    | GS                   | ×                    | ×                    | ×                    |
| UAE                                           | ×                    | ×                    | ×                    | ×                    | ×                    | ×                    | ×                    | ×                    | ×                    | ×                    | ×                    | ×                    | ×                    | ×                    | ×                    | ×                    | ×                    | ×                    | ×                    | ×                    |
| Yemen                                         | ×                    | ×                    | ×                    | ×                    | ×                    | ×                    | ×                    | ×                    | ×                    | ×                    | ×                    | ×                    | ×                    | ×                    | ×                    | ×                    | ×                    | ×                    | ×                    | GS                   |
| Nam Yemen                                     |                      |                      |                      |                      |                      |                      | ×                    | ×                    | ×                    | ×                    | ×                    | ×                    | ×                    | ×                    | ×                    | ×                    | QF                   | ×                    | ×                    | ×                    |
| Kazakhstan                                    | Một phần của Liên Xô | Một phần của Liên Xô | Một phần của Liên Xô | Một phần của Liên Xô | Một phần của Liên Xô | Một phần của Liên Xô | Một phần của Liên Xô | Một phần của Liên Xô | Một phần của Liên Xô | Một phần của Liên Xô | Một phần của Liên Xô | Một phần của Liên Xô | Một phần của Liên Xô | Một phần của Liên Xô | Một phần của Liên Xô | Một phần của Liên Xô | Một phần của Liên Xô | Một phần của Liên Xô | Một phần của Liên Xô | Một phần của Liên Xô |
| Uzbekistan                                    | Một phần của Liên Xô | Một phần của Liên Xô | Một phần của Liên Xô | Một phần của Liên Xô | Một phần của Liên Xô | Một phần của Liên Xô | Một phần của Liên Xô | Một phần của Liên Xô | Một phần của Liên Xô | Một phần của Liên Xô | Một phần của Liên Xô | Một phần của Liên Xô | Một phần của Liên Xô | Một phần của Liên Xô | Một phần của Liên Xô | Một phần của Liên Xô | Một phần của Liên Xô | Một phần của Liên Xô | Một phần của Liên Xô | Một phần của Liên Xô |
| Tajikistan                                    | Một phần của Liên Xô | Một phần của Liên Xô | Một phần của Liên Xô | Một phần của Liên Xô | Một phần của Liên Xô | Một phần của Liên Xô | Một phần của Liên Xô | Một phần của Liên Xô | Một phần của Liên Xô | Một phần của Liên Xô | Một phần của Liên Xô | Một phần của Liên Xô | Một phần của Liên Xô | Một phần của Liên Xô | Một phần của Liên Xô | Một phần của Liên Xô | Một phần của Liên Xô | Một phần của Liên Xô | Một phần của Liên Xô | Một phần của Liên Xô |
| Kyrgyzstan                                    | Một phần của Liên Xô | Một phần của Liên Xô | Một phần của Liên Xô | Một phần của Liên Xô | Một phần của Liên Xô | Một phần của Liên Xô | Một phần của Liên Xô | Một phần của Liên Xô | Một phần của Liên Xô | Một phần của Liên Xô | Một phần của Liên Xô | Một phần của Liên Xô | Một phần của Liên Xô | Một phần của Liên Xô | Một phần của Liên Xô | Một phần của Liên Xô | Một phần của Liên Xô | Một phần của Liên Xô | Một phần của Liên Xô | Một phần của Liên Xô |
| Úc                                            |                      |                      |                      |                      |                      |                      |                      |                      |                      |                      |                      |                      |                      |                      |                      |                      |                      |                      |                      |                      |

| Quốc gia          | 1980                               | 1982                               | 1985                               | 1986                               | 1988                               | 1990                               | 1992                               | 1994                               | 1996                               | 1998                               | 2000                               | 2002                               | 2004                               | 2006                               | 2008                               | 2010                               | 2012                               | 2014                               | 2016                               | 2018                               | 2023                               | Tổng cộng |
| ----------------- | ---------------------------------- | ---------------------------------- | ---------------------------------- | ---------------------------------- | ---------------------------------- | ---------------------------------- | ---------------------------------- | ---------------------------------- | ---------------------------------- | ---------------------------------- | ---------------------------------- | ---------------------------------- | ---------------------------------- | ---------------------------------- | ---------------------------------- | ---------------------------------- | ---------------------------------- | ---------------------------------- | ---------------------------------- | ---------------------------------- | ---------------------------------- | --------- |
| Hàn Quốc          | 1st                                | 1st                                | •                                  | GS                                 | GS                                 | 1st                                | 2nd                                | GS                                 | 1st                                | 1st                                | GS                                 | 1st                                | 1st                                | 3rd                                | SF                                 | SF                                 | 1st                                | GS                                 | GS                                 | 2nd                                | SF                                 | 39        |
| Malaysia          | •                                  | •                                  | ×                                  | •                                  | ×                                  | •                                  | •                                  | •                                  | •                                  | •                                  | •                                  | •                                  | QF                                 | GS                                 | •                                  | •                                  | •                                  | •                                  | •                                  | GS                                 | •                                  | 23        |
| Nhật Bản          | 3rd                                | •                                  | •                                  | •                                  | GS                                 | GS                                 | 3rd                                | 2nd                                | 4th                                | 2nd                                | 2nd                                | 2nd                                | 3rd                                | 2nd                                | QF                                 | QF                                 | QF                                 | QF                                 | 1st                                | SF                                 | SF                                 | 38        |
| Hồng Kông         | •                                  | •                                  | •                                  | •                                  | ×                                  | •                                  | •                                  | ×                                  | •                                  | ×                                  | •                                  | •                                  | •                                  | •                                  | ×                                  | •                                  | ×                                  | •                                  | •                                  | •                                  | •                                  | 16        |
| Thái Lan          | 4th                                | •                                  | 4th                                | •                                  | •                                  | •                                  | GS                                 | 3rd                                | GS                                 | GS                                 | GS                                 | GS                                 | GS                                 | GS                                 | GS                                 | GS                                 | GS                                 | QF                                 | GS                                 | QF                                 | •                                  | 33        |
| Myanmar           | ×                                  | ×                                  | ×                                  | ×                                  | ×                                  | ×                                  | ×                                  | •                                  | ×                                  | ×                                  | •                                  | •                                  | •                                  | ×                                  | •                                  | •                                  | •                                  | SF                                 | •                                  | •                                  | •                                  | 19        |
| Singapore         | •                                  | •                                  | •                                  | •                                  | ×                                  | ×                                  | •                                  | •                                  | •                                  | •                                  | •                                  | •                                  | •                                  | •                                  | •                                  | •                                  | •                                  | •                                  | •                                  | •                                  | •                                  | 18        |
| Sri Lanka         | ×                                  | ×                                  | ×                                  | GS                                 | ×                                  | •                                  | ×                                  | •                                  | •                                  | ×                                  | •                                  | •                                  | •                                  | •                                  | ×                                  | •                                  | ×                                  | ×                                  | •                                  | •                                  | •                                  | 10        |
| Philippines       | ×                                  | •                                  | ×                                  | ×                                  | ×                                  | ×                                  | •                                  | ×                                  | ×                                  | •                                  | •                                  | •                                  | •                                  | •                                  | ×                                  | •                                  | ×                                  | •                                  | •                                  | •                                  | •                                  | 13        |
| Indonesia         | •                                  | •                                  | •                                  | GS                                 | ×                                  | GS                                 | •                                  | GS                                 | •                                  | ×                                  | •                                  | •                                  | GS                                 | •                                  | •                                  | •                                  | •                                  | GS                                 | ×                                  | QF                                 | GS                                 | 19        |
| Việt Nam          | ×                                  | ×                                  | ×                                  | ×                                  | ×                                  | ×                                  | ×                                  | ×                                  | •                                  | •                                  | •                                  | GS                                 | GS                                 | GS                                 | •                                  | GS                                 | GS                                 | GS                                 | SF                                 | GS                                 | GS                                 | 20        |
| Đài Bắc Trung Hoa | ×                                  | ×                                  | Một phần của OFC                   | Một phần của OFC                   | Một phần của OFC                   | •                                  | •                                  | •                                  | •                                  | •                                  | •                                  | •                                  | •                                  | •                                  | •                                  | •                                  | •                                  | •                                  | •                                  | GS                                 | •                                  | 10        |
| Afghanistan       | ×                                  | ×                                  | ×                                  | •                                  | ×                                  | ×                                  | ×                                  | ×                                  | ×                                  | ×                                  | ×                                  | ×                                  | •                                  | ×                                  | DQ                                 | •                                  | ×                                  | •                                  | •                                  | ×                                  | •                                  | 3         |
| Bahrain           | ×                                  | •                                  | •                                  | 2nd                                | •                                  | GS                                 | •                                  | GS                                 | •                                  | •                                  | •                                  | •                                  | •                                  | •                                  | •                                  | GS                                 | •                                  | •                                  | QF                                 | •                                  | •                                  | 9         |
| Bangladesh        | 5th                                | ×                                  | •                                  | ×                                  | •                                  | •                                  | •                                  | ×                                  | GS                                 | •                                  | •                                  | GS                                 | •                                  | •                                  | ×                                  | •                                  | •                                  | •                                  | •                                  | •                                  | •                                  | 6         |
| Brunei            | •                                  | ×                                  | ×                                  | ×                                  | ×                                  | ×                                  | ×                                  | •                                  | ×                                  | •                                  | •                                  | •                                  | •                                  | •                                  | ×                                  | ×                                  | ×                                  | •                                  | •                                  | •                                  | •                                  | 4         |
| Campuchia         | ×                                  | ×                                  | ×                                  | ×                                  | ×                                  | ×                                  | ×                                  | ×                                  | ×                                  | ×                                  | •                                  | •                                  | •                                  | •                                  | ×                                  | ×                                  | ×                                  | ×                                  | ×                                  | •                                  | •                                  | 3         |
| Trung Quốc        | •                                  | 2nd                                | 1st                                | •                                  | GS                                 | •                                  | •                                  | •                                  | 2nd                                | GS                                 | 3rd                                | QF                                 | 2nd                                | QF                                 | QF                                 | QF                                 | GS                                 | QF                                 | GS                                 | GS                                 | QF                                 | 19        |
| Ấn Độ             | •                                  | •                                  | •                                  | GS                                 | ×                                  | GS                                 | GS                                 | ×                                  | GS                                 | GS                                 | •                                  | QF                                 | GS                                 | GS                                 | •                                  | •                                  | •                                  | •                                  | •                                  | •                                  | •                                  | 22        |
| Iran              | ×                                  | ×                                  | ×                                  | ×                                  | •                                  | ×                                  | GS                                 | ×                                  | GS                                 | •                                  | 4th                                | •                                  | GS                                 | GS                                 | GS                                 | GS                                 | QF                                 | GS                                 | SF                                 | •                                  | QF                                 | 21        |
| Iraq              | ×                                  | 3rd                                | •                                  | •                                  | 1st                                | ×                                  | ×                                  | 4th                                | ×                                  | GS                                 | 1st                                | •                                  | QF                                 | QF                                 | GS                                 | GS                                 | 2nd                                | GS                                 | QF                                 | GS                                 | 2nd                                | 18        |
| Israel            | Một phần của OFC và sau đó là UEFA | Một phần của OFC và sau đó là UEFA | Một phần của OFC và sau đó là UEFA | Một phần của OFC và sau đó là UEFA | Một phần của OFC và sau đó là UEFA | Một phần của OFC và sau đó là UEFA | Một phần của OFC và sau đó là UEFA | Một phần của OFC và sau đó là UEFA | Một phần của OFC và sau đó là UEFA | Một phần của OFC và sau đó là UEFA | Một phần của OFC và sau đó là UEFA | Một phần của OFC và sau đó là UEFA | Một phần của OFC và sau đó là UEFA | Một phần của OFC và sau đó là UEFA | Một phần của OFC và sau đó là UEFA | Một phần của OFC và sau đó là UEFA | Một phần của OFC và sau đó là UEFA | Một phần của OFC và sau đó là UEFA | Một phần của OFC và sau đó là UEFA | Một phần của OFC và sau đó là UEFA | Một phần của OFC và sau đó là UEFA | 9         |
| Jordan            | ×                                  | ×                                  | ×                                  | ×                                  | ×                                  | ×                                  | ×                                  | ×                                  | •                                  | ×                                  | •                                  | •                                  | •                                  | 4th                                | GS                                 | GS                                 | QF                                 | •                                  | •                                  | GS                                 | QF                                 | 8         |
| CHDCND Triều Tiên | ×                                  | DQ                                 | ×                                  | 3rd                                | GS                                 | 2nd                                | ×                                  | ×                                  | ×                                  | •                                  | ×                                  | ×                                  | ×                                  | 1st                                | QF                                 | 1st                                | GS                                 | 2nd                                | GS                                 | GS                                 | ×                                  | 13        |
| Kuwait            | ×                                  | •                                  | •                                  | •                                  | •                                  | ×                                  | •                                  | GS                                 | •                                  | GS                                 | GS                                 | •                                  | •                                  | •                                  | •                                  | •                                  | GS                                 | •                                  | •                                  | ×                                  | •                                  | 8         |
| Lào               | ×                                  | ×                                  | ×                                  | ×                                  | ×                                  | ×                                  | ×                                  | ×                                  | ×                                  | •                                  | •                                  | •                                  | GS                                 | •                                  | •                                  | •                                  | •                                  | •                                  | •                                  | •                                  | •                                  | 5         |
| Liban             | ×                                  | ×                                  | ×                                  | ×                                  | •                                  | ×                                  | •                                  | ×                                  | •                                  | ×                                  | •                                  | ×                                  | •                                  | •                                  | GS                                 | ×                                  | •                                  | •                                  | •                                  | •                                  | •                                  | 2         |
| Nepal             | •                                  | •                                  | ×                                  | •                                  | ×                                  | •                                  | •                                  | ×                                  | •                                  | •                                  | •                                  | •                                  | GS                                 | •                                  | •                                  | •                                  | ×                                  | •                                  | •                                  | •                                  | •                                  | 4         |
| New Zealand       | Thành viên OFC                     | Thành viên OFC                     | Thành viên OFC                     | Thành viên OFC                     | Thành viên OFC                     | Thành viên OFC                     | GS                                 | Thành viên OFC                     | Thành viên OFC                     | Thành viên OFC                     | Thành viên OFC                     | Thành viên OFC                     | Thành viên OFC                     | Thành viên OFC                     | Thành viên OFC                     | Thành viên OFC                     | Thành viên OFC                     | Thành viên OFC                     | Thành viên OFC                     | Thành viên OFC                     | Thành viên OFC                     | 1         |
| Oman              | •                                  | •                                  | ×                                  | •                                  | •                                  | ×                                  | •                                  | ×                                  | •                                  | ×                                  | GS                                 | •                                  | •                                  | •                                  | •                                  | •                                  | •                                  | GS                                 | •                                  | •                                  | GS                                 | 3         |
| Pakistan          | ×                                  | •                                  | •                                  | •                                  | •                                  | •                                  | •                                  | ×                                  | •                                  | •                                  | GS                                 | •                                  | •                                  | •                                  | DQ                                 | •                                  | •                                  | ×                                  | ×                                  | ×                                  | ×                                  | 3         |
| Qatar             | 2nd                                | ×                                  | •                                  | 4th                                | 3rd                                | 4th                                | GS                                 | GS                                 | GS                                 | GS                                 | •                                  | GS                                 | QF                                 | •                                  | •                                  | •                                  | GS                                 | 1st                                | GS                                 | SF                                 | GS                                 | 15        |
| Ả Rập Xê Út       | ×                                  | •                                  | 2nd                                | 1st                                | ×                                  | ×                                  | 1st                                | ×                                  | •                                  | 3rd                                | •                                  | 3rd                                | •                                  | QF                                 | QF                                 | SF                                 | GS                                 | •                                  | 2nd                                | 1st                                | GS                                 | 15        |
| Syria             | ×                                  | •                                  | •                                  | ×                                  | 2nd                                | 3rd                                | •                                  | 1st                                | GS                                 | •                                  | •                                  | QF                                 | 4th                                | •                                  | GS                                 | GS                                 | QF                                 | ×                                  | •                                  | •                                  | GS                                 | 11        |
| UAE               | ×                                  | 4th                                | 3rd                                | •                                  | 4th                                | •                                  | 4th                                | •                                  | 3rd                                | •                                  | GS                                 | QF                                 | •                                  | GS                                 | 1st                                | QF                                 | GS                                 | QF                                 | GS                                 | GS                                 | •                                  | 14        |
| Yemen             | ×                                  | •                                  | ×                                  | ×                                  | ×                                  | ×                                  | •                                  | ×                                  | ×                                  | •                                  | •                                  | •                                  | GS                                 | •                                  | GS                                 | GS                                 | •                                  | GS                                 | GS                                 | •                                  | •                                  | 6         |
| Nam Yemen         | ×                                  | •                                  | •                                  | ×                                  | •                                  | ×                                  |                                    |                                    |                                    |                                    |                                    |                                    |                                    |                                    |                                    |                                    |                                    |                                    |                                    |                                    |                                    | 1         |
| Kazakhstan        | Một phần của Liên Xô               | Một phần của Liên Xô               | Một phần của Liên Xô               | Một phần của Liên Xô               | Một phần của Liên Xô               | Một phần của Liên Xô               | ×                                  | GS                                 | •                                  | 4th                                | •                                  | Một phần của UEFA                  | Một phần của UEFA                  | Một phần của UEFA                  | Một phần của UEFA                  | Một phần của UEFA                  | Một phần của UEFA                  | Một phần của UEFA                  | Một phần của UEFA                  | Một phần của UEFA                  | Một phần của UEFA                  | 2         |
| Uzbekistan        | Một phần của Liên Xô               | Một phần của Liên Xô               | Một phần của Liên Xô               | Một phần của Liên Xô               | Một phần của Liên Xô               | Một phần của Liên Xô               | ×                                  | ×                                  | •                                  | •                                  | •                                  | 4th                                | QF                                 | •                                  | 2nd                                | QF                                 | SF                                 | SF                                 | QF                                 | •                                  | 1st                                | 8         |
| Tajikistan        | Một phần của Liên Xô               | Một phần của Liên Xô               | Một phần của Liên Xô               | Một phần của Liên Xô               | Một phần của Liên Xô               | Một phần của Liên Xô               | ×                                  | ×                                  | •                                  | •                                  | •                                  | •                                  | •                                  | GS                                 | GS                                 | •                                  | •                                  | •                                  | QF                                 | QF                                 | GS                                 | 5         |
| Kyrgyzstan        | Một phần của Liên Xô               | Một phần của Liên Xô               | Một phần của Liên Xô               | Một phần của Liên Xô               | Một phần của Liên Xô               | Một phần của Liên Xô               | ×                                  | ×                                  | •                                  | •                                  | •                                  | •                                  | •                                  | GS                                 | ×                                  | •                                  | ×                                  | ×                                  | •                                  | •                                  | GS                                 | 2         |
| Úc                | Một phần của OFC                   | Một phần của OFC                   | Một phần của OFC                   | Một phần của OFC                   | Một phần của OFC                   | Một phần của OFC                   | Một phần của OFC                   | Một phần của OFC                   | Một phần của OFC                   | Một phần của OFC                   | Một phần của OFC                   | Một phần của OFC                   | Một phần của OFC                   | QF                                 | SF                                 | 2nd                                | SF                                 | GS                                 | GS                                 | QF                                 | QF                                 | 8         |

Chú thích:
- 1st – Vô địch
- 2nd – Á quân
- 3rd – Hạng ba
- 4th – Hạng tư
- SF – Bán kết
- QF – Tứ kết
- GS – Vòng bảng
- q – Vượt qua vòng loại cho giải đấu sắp tới
- DQ – Bị loại
- ••  – Vượt qua vòng loại nhưng rút lui
- •  – Không vượt qua vòng loại
- ×  – Không tham dự
- ×  – Rút lui / Bị cấm / Không được công nhận gia nhập bởi FIFA
- XX — Quốc gia không liên kết với AFC tại thời điểm đó
- XX — Quốc gia không còn tồn tại / Đội tuyển không còn hoạt động
- – Chủ nhà

Các đội chưa từng tham dự Cúp bóng đá U-20 châu Á: 
 Bhutan,  Guam,  Ma Cao,  Maldives,  Mông Cổ,  Palestine,  Đông Timor,  Turkmenistan

## Bảng xếp hạng tổng thể
Tính đến Cúp bóng đá U-20 châu Á 2023
| Chú thích               |
| ----------------------- |
| Đội đã vô địch giải đấu |

| STT | Đội tuyển         | Lần | Trận | Thắng | Hòa | Thua | Bàn thắng | Bàn thua | Hiệu số | Điểm |
| 1   | Hàn Quốc          | 39  | 190  | 112   | 46  | 32   | 376       | 150      | +226    | 382  |
| 2   | Nhật Bản          | 38  | 173  | 74    | 30  | 69   | 304       | 236      | +68     | 252  |
| 3   | Myanmar           | 19  | 94   | 60    | 15  | 19   | 242       | 84       | +158    | 195  |
| 4   | Iran              | 21  | 92   | 55    | 17  | 20   | 189       | 74       | +115    | 182  |
| 5   | Thái Lan          | 33  | 138  | 52    | 24  | 62   | 227       | 214      | +13     | 174  |
| 6   | Iraq              | 18  | 81   | 41    | 21  | 19   | 157       | 80       | +77     | 144  |
| 7   | Ả Rập Xê Út       | 15  | 72   | 43    | 13  | 16   | 146       | 79       | +67     | 142  |
| 8   | Israel1           | 9   | 49   | 37    | 8   | 4    | 138       | 14       | +124    | 119  |
| 9   | Malaysia          | 23  | 88   | 35    | 13  | 41   | 159       | 161      | –2      | 118  |
| 10  | Trung Quốc        | 19  | 76   | 31    | 19  | 26   | 109       | 95       | +14     | 112  |
| 11  | CHDCND Triều Tiên | 13  | 65   | 31    | 15  | 19   | 98        | 61       | +37     | 108  |
| 12  | Indonesia         | 18  | 73   | 27    | 14  | 32   | 115       | 123      | –8      | 95   |
| 13  | Qatar             | 15  | 62   | 28    | 9   | 25   | 98        | 98       | 0       | 93   |
| 14  | Ấn Độ             | 22  | 80   | 22    | 16  | 42   | 95        | 145      | –50     | 82   |
| 15  | Syria             | 11  | 47   | 22    | 9   | 16   | 71        | 50       | +21     | 75   |
| 16  | Uzbekistan        | 8   | 40   | 20    | 12  | 8    | 62        | 45       | +17     | 72   |
| 17  | Việt Nam2         | 20  | 69   | 19    | 13  | 37   | 74        | 142      | –68     | 70   |
| 18  | UAE               | 14  | 56   | 18    | 15  | 23   | 83        | 80       | +3      | 69   |
| 19  | Hồng Kông         | 16  | 60   | 20    | 9   | 31   | 96        | 132      | –36     | 69   |
| 20  | Úc                | 8   | 34   | 16    | 10  | 8    | 57        | 36       | +21     | 58   |
| 21  | Singapore         | 18  | 67   | 16    | 7   | 44   | 79        | 190      | –111    | 55   |
| 22  | Bahrain           | 9   | 37   | 14    | 10  | 13   | 47        | 44       | +3      | 52   |
| 23  | Kuwait            | 8   | 36   | 12    | 15  | 9    | 49        | 44       | +5      | 51   |
| 24  | Jordan            | 8   | 29   | 5     | 7   | 17   | 24        | 56       | –32     | 22   |
| 25  | Đài Bắc Trung Hoa | 10  | 35   | 5     | 6   | 24   | 30        | 98       | –68     | 21   |
| 26  | Philippines       | 13  | 45   | 5     | 3   | 37   | 32        | 161      | –129    | 18   |
| 27  | Lào               | 5   | 16   | 4     | 4   | 8    | 20        | 29       | –9      | 16   |
| 28  | Tajikistan        | 5   | 17   | 4     | 4   | 9    | 15        | 30       | –15     | 16   |
| 29  | Yemen3            | 7   | 24   | 4     | 3   | 17   | 19        | 45       | –26     | 15   |
| 30  | Sri Lanka         | 10  | 37   | 4     | 2   | 31   | 37        | 157      | –120    | 14   |
| 31  | Campuchia         | 3   | 11   | 3     | 1   | 7    | 14        | 26       | –12     | 10   |
| 32  | Pakistan          | 3   | 11   | 3     | 0   | 8    | 12        | 35       | –23     | 9    |
| 33  | Kazakhstan1       | 2   | 10   | 2     | 2   | 6    | 15        | 25       | –10     | 8    |
| 34  | Bangladesh        | 6   | 21   | 1     | 5   | 15   | 10        | 53       | –43     | 8    |
| 35  | Liban             | 2   | 7    | 1     | 3   | 3    | 5         | 13       | –8      | 6    |
| 36  | Oman              | 3   | 10   | 0     | 4   | 6    | 3         | 20       | –17     | 4    |
| 37  | Kyrgyzstan        | 2   | 6    | 0     | 3   | 3    | 2         | 13       | –11     | 3    |
| 38  | Nepal             | 4   | 12   | 1     | 0   | 11   | 6         | 47       | –41     | 3    |
| 39  | Afghanistan       | 3   | 10   | 0     | 2   | 8    | 4         | 31       | –27     | 2    |
| 40  | New Zealand4      | 1   | 4    | 0     | 0   | 4    | 2         | 13       | –11     | 0    |
| 41  | Brunei            | 4   | 13   | 0     | 0   | 13   | 3         | 94       | –91     | 0    |

1 Không còn là thành viên AFC. 

2 Tính cả thành tích của Việt Nam Cộng hòa từ năm 1959 đến năm 1974. 

3 Tính cả thành tích của Nam Yemen vào năm 1975 và Bắc Yemen vào năm 1978. 

4 Không phải là thành viên AFC, tham gia giải đấu với tư cách là một phần của vòng play-off liên lục địa cho Giải vô địch bóng đá trẻ thế giới 1993.

## Thành tích tại Giải vô địch bóng đá U-20 thế giới
Chú thích
- 1st – Vô địch
- 2nd – Á quân
- 3rd – Hạng ba
- 4th – Hạng tư
- QF – Tứ kết
- R2 – Vòng 2
- R1 – Vòng 1
- – Chủ nhà
- q – Vượt qua vòng loại cho giải đấu sắp tới

| Đội tuyển         | 1977                                   | 1979                                   | 1981                                   | 1983                                   | 1985                                   | 1987                                   | 1989                                   | 1991                                   | 1993                                 | 1995                                 | 1997                                 | 1999                                 | 2001                                 | 2003                                 | 2005                                 | 2007                         | 2009                         | 2011                         | 2013                         | 2015                         | 2017                         | 2019                         | 2023                         | Tổng số |
| ----------------- | -------------------------------------- | -------------------------------------- | -------------------------------------- | -------------------------------------- | -------------------------------------- | -------------------------------------- | -------------------------------------- | -------------------------------------- | ------------------------------------ | ------------------------------------ | ------------------------------------ | ------------------------------------ | ------------------------------------ | ------------------------------------ | ------------------------------------ | ---------------------------- | ---------------------------- | ---------------------------- | ---------------------------- | ---------------------------- | ---------------------------- | ---------------------------- | ---------------------------- | ------- |
| Iran              | R1                                     |                                        |                                        |                                        |                                        |                                        |                                        |                                        |                                      |                                      |                                      |                                      | R1                                   |                                      |                                      |                              |                              |                              |                              |                              | R1                           |                              |                              | 3       |
| Iraq              | R1                                     |                                        |                                        |                                        |                                        |                                        | QF                                     |                                        |                                      |                                      |                                      |                                      | R1                                   |                                      |                                      |                              |                              |                              | 4th                          |                              |                              |                              | R1                           | 5       |
| Hàn Quốc          |                                        | R1                                     | R1                                     | 4th                                    |                                        |                                        |                                        | QF                                     | R1                                   |                                      | R1                                   | R1                                   |                                      | R2                                   | R1                                   | R1                           | QF                           | R2                           | QF                           |                              | R2                           | 2nd                          | 4th                          | 16      |
| Nhật Bản          |                                        | R1                                     |                                        |                                        |                                        |                                        |                                        |                                        |                                      | QF                                   | QF                                   | 2nd                                  | R1                                   | QF                                   | R2                                   | R2                           |                              |                              |                              |                              | R2                           | R2                           | R1                           | 11      |
| Indonesia         |                                        | R1                                     |                                        |                                        |                                        |                                        |                                        |                                        |                                      |                                      |                                      |                                      |                                      |                                      |                                      |                              |                              |                              |                              |                              |                              |                              |                              | 2       |
| Qatar             |                                        |                                        | 2nd                                    |                                        |                                        |                                        |                                        |                                        |                                      | R1                                   |                                      |                                      |                                      |                                      |                                      |                              |                              |                              |                              | R1                           |                              | R1                           |                              | 4       |
| Trung Quốc        |                                        |                                        |                                        | R1                                     | QF                                     |                                        |                                        |                                        |                                      |                                      | R1                                   |                                      | R2                                   |                                      | R2                                   |                              |                              |                              |                              |                              |                              |                              |                              | 5       |
| Ả Rập Xê Út       |                                        |                                        |                                        |                                        | R1                                     | R1                                     | R1                                     |                                        | R1                                   |                                      |                                      | R1                                   |                                      | R1                                   |                                      |                              |                              | R2                           |                              |                              | R2                           | R1                           |                              | 9       |
| Bahrain           |                                        |                                        |                                        |                                        |                                        | R1                                     |                                        |                                        |                                      |                                      |                                      |                                      |                                      |                                      |                                      |                              |                              |                              |                              |                              |                              |                              |                              | 1       |
| Syria             |                                        |                                        |                                        |                                        |                                        |                                        | R1                                     | QF                                     |                                      | R1                                   |                                      |                                      |                                      |                                      | R2                                   |                              |                              |                              |                              |                              |                              |                              |                              | 4       |
| Malaysia          |                                        |                                        |                                        |                                        |                                        |                                        |                                        |                                        |                                      |                                      | R1                                   |                                      |                                      |                                      |                                      |                              |                              |                              |                              |                              |                              |                              |                              | 1       |
| UAE               |                                        |                                        |                                        |                                        |                                        |                                        |                                        |                                        |                                      |                                      | R2                                   |                                      |                                      | QF                                   |                                      |                              | QF                           |                              |                              |                              |                              |                              |                              | 3       |
| Kazakhstan        | Không tham dự, là một phần của Liên Xô | Không tham dự, là một phần của Liên Xô | Không tham dự, là một phần của Liên Xô | Không tham dự, là một phần của Liên Xô | Không tham dự, là một phần của Liên Xô | Không tham dự, là một phần của Liên Xô | Không tham dự, là một phần của Liên Xô | Không tham dự, là một phần của Liên Xô |                                      |                                      |                                      | R1                                   |                                      | Đã trở thành thành viên UEFA         | Đã trở thành thành viên UEFA         | Đã trở thành thành viên UEFA | Đã trở thành thành viên UEFA | Đã trở thành thành viên UEFA | Đã trở thành thành viên UEFA | Đã trở thành thành viên UEFA | Đã trở thành thành viên UEFA | Đã trở thành thành viên UEFA | Đã trở thành thành viên UEFA | 1       |
| Uzbekistan        | Không tham dự, là một phần của Liên Xô | Không tham dự, là một phần của Liên Xô | Không tham dự, là một phần của Liên Xô | Không tham dự, là một phần của Liên Xô | Không tham dự, là một phần của Liên Xô | Không tham dự, là một phần của Liên Xô | Không tham dự, là một phần của Liên Xô | Không tham dự, là một phần của Liên Xô |                                      |                                      |                                      |                                      |                                      | R1                                   |                                      |                              | R1                           |                              | QF                           | QF                           |                              |                              | R2                           | 5       |
| Jordan            |                                        |                                        |                                        |                                        |                                        |                                        |                                        |                                        |                                      |                                      |                                      |                                      |                                      |                                      |                                      | R1                           |                              |                              |                              |                              |                              |                              |                              | 1       |
| CHDCND Triều Tiên |                                        |                                        |                                        |                                        |                                        |                                        |                                        |                                        |                                      |                                      |                                      |                                      |                                      |                                      |                                      | R1                           |                              | R1                           |                              | R1                           |                              |                              |                              | 3       |
| Úc                | Không tham dự, là thành viên của OFC   | Không tham dự, là thành viên của OFC   | Không tham dự, là thành viên của OFC   | Không tham dự, là thành viên của OFC   | Không tham dự, là thành viên của OFC   | Không tham dự, là thành viên của OFC   | Không tham dự, là thành viên của OFC   | Không tham dự, là thành viên của OFC   | Không tham dự, là thành viên của OFC | Không tham dự, là thành viên của OFC | Không tham dự, là thành viên của OFC | Không tham dự, là thành viên của OFC | Không tham dự, là thành viên của OFC | Không tham dự, là thành viên của OFC | Không tham dự, là thành viên của OFC |                              | R1                           | R1                           | R1                           |                              |                              |                              |                              | 3       |
| Myanmar           |                                        |                                        |                                        |                                        |                                        |                                        |                                        |                                        |                                      |                                      |                                      |                                      |                                      |                                      |                                      |                              |                              |                              |                              | R1                           |                              |                              |                              | 1       |
| Việt Nam          |                                        |                                        |                                        |                                        |                                        |                                        |                                        |                                        |                                      |                                      |                                      |                                      |                                      |                                      |                                      |                              |                              |                              |                              |                              | R1                           |                              |                              | 1       |